# فرانك إردمان بوسطن
فرانك إردمان بوسطن (بالإنجليزية: Frank Erdman Boston)‏ هو ضابط وطبيب أمريكي، ولد في 10 مارس 1891 في فيلادلفيا في الولايات المتحدة، وتوفي في 8 فبراير 1960 في لانسدال في الولايات المتحدة.